# Timothy M. Rose
Ne doit pas être confondu avec Tim Rose.
Pour les articles homonymes, voir Rose.
Timothy M. Rose, parfois crédité Timothy D. Rose, dit Tim Rose, né le 17 juillet 1956 à Pittsfield dans l'Illinois aux États-Unis, est un acteur et marionnettiste américain.
Il est surtout connu pour son rôle de l'amiral Ackbar dans la saga Star Wars — épisode VI : Le Retour du Jedi (1983), épisode VII : Le Réveil de la Force (2015) et épisode VIII : Les Derniers Jedi (2017).

## Filmographie

### Cinéma
- 1982 : Dark Crystal de Jim Henson et Frank Oz : le trésorier (marionnettiste)
- 1983 : Star Wars, épisode VI : Le Retour du Jedi de Richard Marquand : amiral Ackbar
- 1985 : Oz, un monde extraordinaire de Walter Murch : Tik-Tok (marionnettiste)
- 1986 : Howard... une nouvelle race de héros de Willard Huyck : Howard T. Duck (marionnettiste)
- 1992 : Noël chez les Muppets de Brian Henson : voix additionnelles
- 2008 : 8th Wonderland de Nicolas Alberny et Jean Mach : Richards
- 2015 : Star Wars, épisode VII : Le Réveil de la Force de J. J. Abrams : amiral Ackbar
- 2017 : Star Wars, épisode VIII : Les Derniers Jedi de Rian Johnson : amiral Ackbar

### Télévision
- 1977-1978 : Just William (en) : Douglas
- 1989 : Prince Caspian/The Voyage of the Dawn Treader (en) : Aslan
- 2012-2013 : Sorciers vs Aliens : Nekross King

### Vidéo
- 1982 : Return of the Ewok (en) de David Tomblin (en) : Salacious Crumb (voix)